# 이수진 (1961년)
이수진(1961년~)은 대한민국의 배우이다.

## 가족 사항
- 남편: 설운도
- 아들: 루민